# ゴールデンアーチ

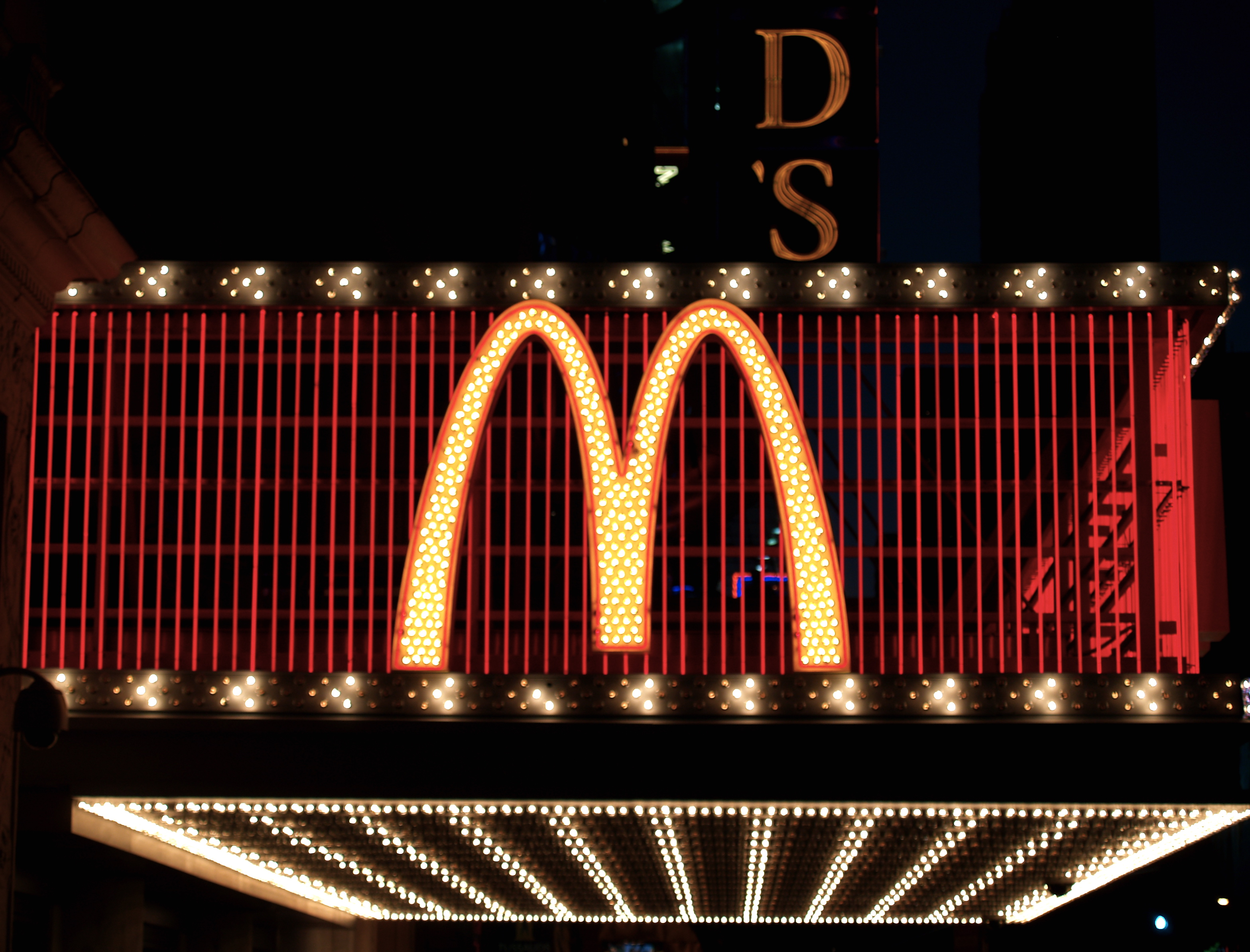
2010年代後半までタイムズスクエアにあったマクドナルドの店舗の外観に使用されたゴールデンアーチ。

ゴールデンアーチ（英: Golden Arches）は、世界的なファストフードレストランチェーンであるマクドナルドのロゴである。はじめはアーチそのものがレストランのデザインの一部であった。そのデザインは1962年にチェーンのロゴになり、店舗の形を模していた。そして現在の黄金のM型アーチのロゴは1968年に導入された。ゴールデンアーチは"McDonald's"の"M"を模しているのではなく、世界初のマクドナルド店舗にあった2つのアーチを重ねて模している。このように二つのアーチから構成されているため、ロゴの名称は英語ではゴールデンアーチーズ（Golden Arches）とアーチの複数形を使用した表現が使われているが、日本マクドナルドでは単数形の発音をカタカナ表記にしたゴールデンアーチの呼称を公式に採用している。

## 歴史

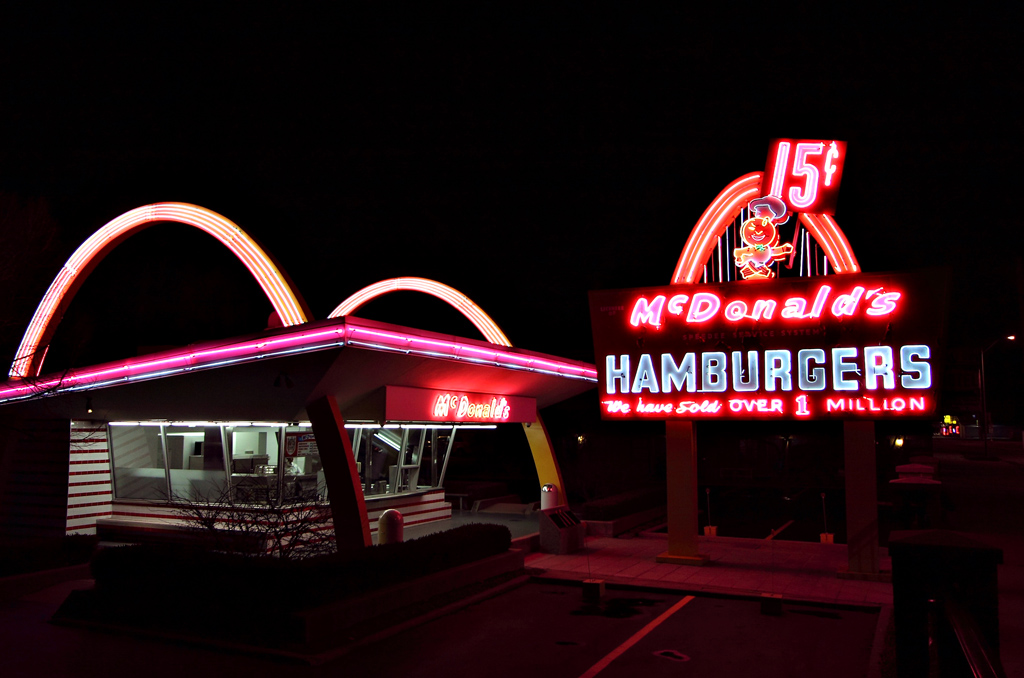
スピーディーのネオンサイン

1952年、兄・モーリスと弟・リチャードのマクドナルド兄弟は、カリフォルニア州サンバーナーディーノにハンバーガーレストランの店舗を新築しようとしていた。彼らはこの建物を優れた機能性と人目を引く外観という2つの目標を達成し得る全く新しいデザインにしたいと考えていた。4人以上の建築家と面接を持ち、最終的には1952年末にフォンタナで開業していた建築家スタンリー・クラーク・メストンを選んだ。ゴールデンアーチは、面接の過程とメストンが選ばれたことに直接関係している。彼らが面接した1人目の建築家は兄弟が希望したアーチに反対した。2人目はアーチの変更を望んだ。3人目の有名なロサンゼルスの建築家、ダグラス・ホノルドは、「マクドナルド兄弟が指示をするのならば、自分たちだけで実行する方が良いだろう」と言った。
実用的な知識を持ち合わせていた兄弟は、リチャードが描いた2つの半円型アーチの大まかなスケッチをメストンに提示した。リチャードは、アーチのモチーフは店をより目立たせる、印象に残る形であると考えていた。1つのアーチを建物の正面と平行に設けたデザインを考えた後、2つの半円を店の両端に置く略図を描いた。メストンは、助手であるチャールズ・フィッシュと共に、ネオンで飾られた2つの25フィート（7.9メートル）の黄色い金属の薄板を用いたデザインで応じた。それはデザインの段階で既に「ゴールデンアーチ」と呼ばれていた。彼のデザインには、コック帽をかぶったずんぐりしたキャラクター・スピーディー（Speedee）と、道端の第3の小さいアーチの看板も含まれていた。スピーディー はアーチの頂上を跨ぐように描かれ、アニメーションネオンで飾られていた。

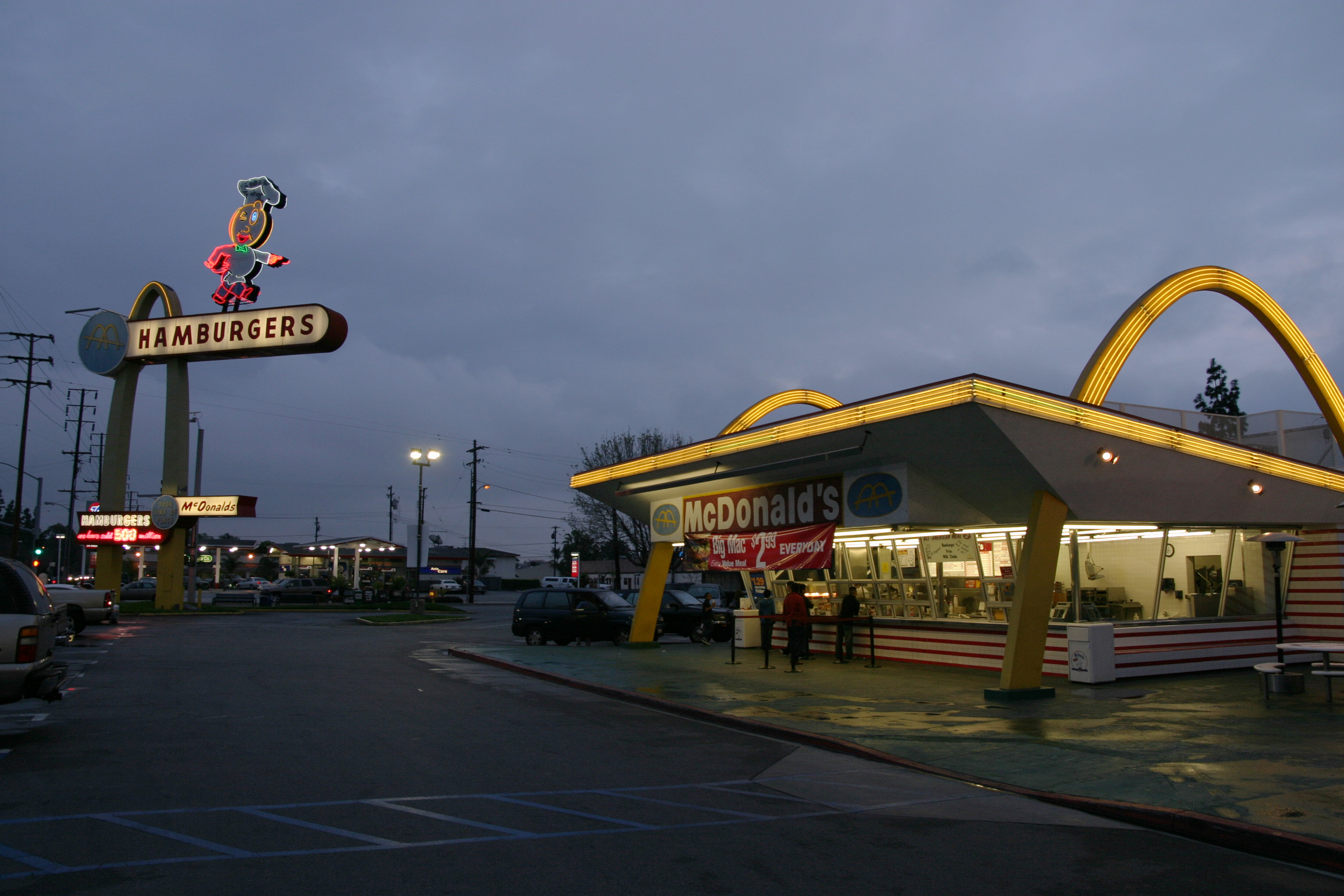
カリフォルニア州ダウニーにある、3番目にオープンしたマクドナルドの店舗は、営業している中で最も古い（最古のマクドナルド店舗）。また、この店舗は、黄金のM型アーチのデザインを特徴付けた、2番目の店舗であった。

建築歴史学者アラン・ヘスによると、「メストンとフィッシュはリチャード・マクドナルドのスケッチによって提案された大まかな半円を、先端が細く、洒落ていて、ぴんと張った、進展と活力を示唆する跳ねる放物線へと変えた」。また、ヘスは以下のように補足している。「誰が初めて放物線を提案したのかは不確かだ。リチャード・マクドナルドと、最初のアーチを製作した看板の工事請負人であるジョージ・デクスターは、デクスターがそのアイデアを思いつき、設計案に付け足したことを記憶していた。製図を担当し、デザインの面でもメストンを補助したチャールズ・フィッシュは、そのアイデアを、学校の課題でハンガーに使用した放物線の構造に親しんでいたことに帰した。その形や折板屋根は、当時一般に通用していた多くの先進的解決策のうちのひとつであった」。
メストンのデザインが使われた最初のフランチャイズの支店は、アリゾナ州フェニックスに1953年5月にオープンした。マクドナルド兄弟は、その後のフランチャイズにもメストンのデザインを使用することにし、メストンは各店舗の立地や建築基準に合わせる作業を行った。
1962年、イメージ向上のために新たなロゴを作ることになり、フレッド・ターナーが様式的な「V」をスケッチした。これに対して、エンジニアリング・デザイン部門の長であったジム・シンドラーは、「V」を、ある角度から見たマクドナルドの店舗のような「M」に伸ばし、文字の背景にあたる赤い等脚台形の「屋根」を付け加えた。

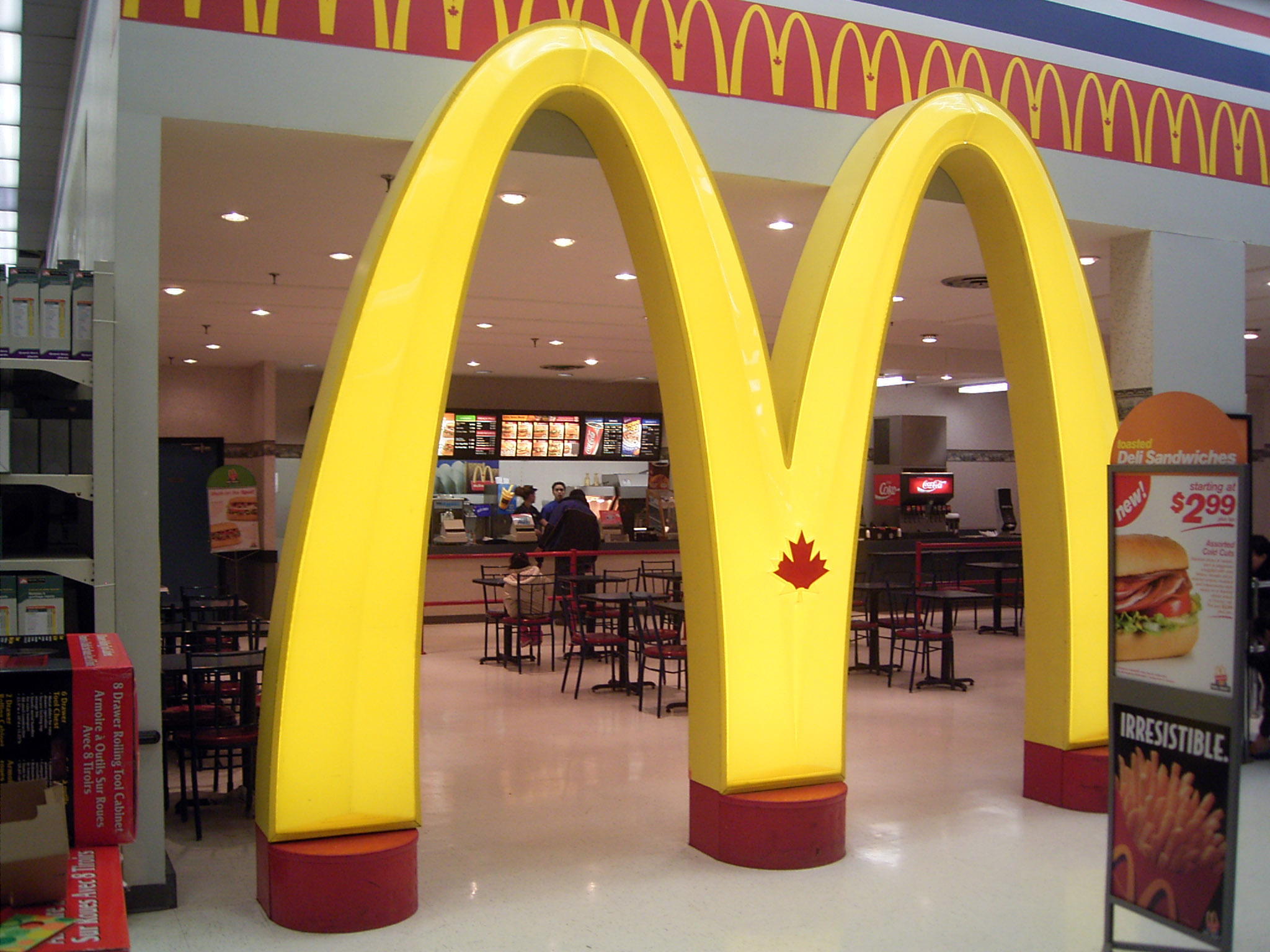
オンタリオ州トロントではゴールデンアーチが入口に使われている。マクドナルドカナダのゴールデンアーチのデザインにはカエデの葉が組み込まれている。

ゴールデンアーチはロゴとして残り、マクドナルド社を示す言葉と考えられている。これは、「母なるマクドナルドの乳房」と例えられるアーチが「フロイトの理論を消費者の潜在意識に適用したもので、マクドナルドのマーケティングにおける大きな資産である」というルイス・チェスキンの主張によるものであった。 カナダでは、全てのマクドナルドの店舗とコマーシャルはゴールデンアーチの真ん中にカエデの葉がある。
マクドナルドは、コカ・コーラやナイキのように世界的に有名になったアメリカの企業の1つであることから、「ゴールデンアーチ」という言葉は「ゴールデンアーチ理論」というようなフレーズで比喩に用いられたり、資本主義やグローバル化の象徴として使われることもある。

## 黄色以外のアーチの色のバリエーション

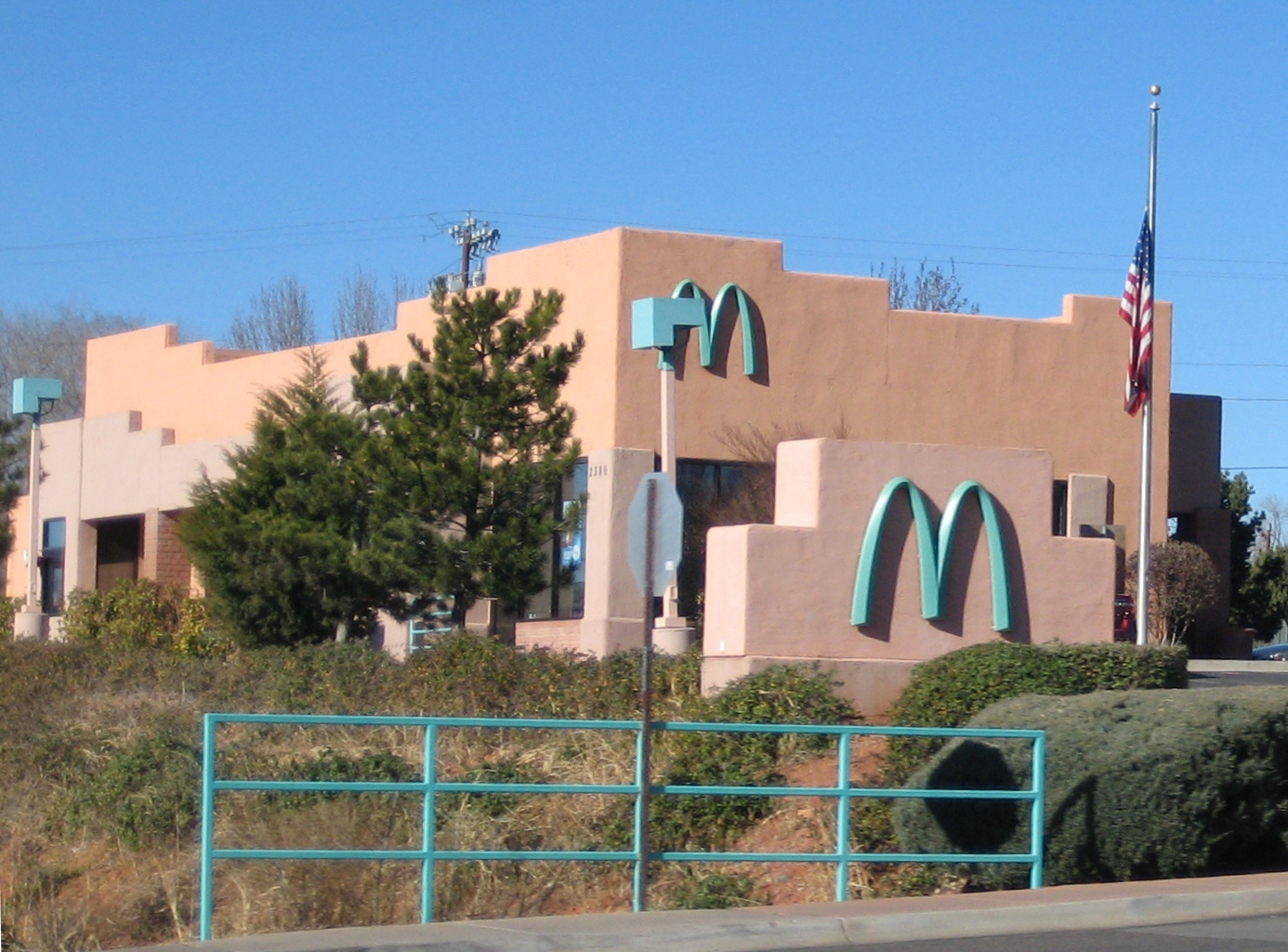
アリゾナ州、セドナのマクドナルド。

アリゾナ州セドナのアーチは、アーチの黄色がレッドロックの景観にそぐわないという地元当局の判断によりターコイズブルーのアーチになっている。
カリフォルニア州モントレーのデルモンテ通り610番にある店舗では黒いアーチになっている。
パリのシャンゼリゼ通りにある店舗では白いアーチのネオン看板がある。また、 ベルギー・ブルッヘの店舗でも白いアーチになっている。

## ロゴマークの変遷
- 1940〜1948年
- 1948〜1953年
- 1953〜1960年
- 1960年〜1968年11月18日
- 1968年11月18日〜2003年、2010年〜
- 赤地にゴールデンアーチと文字、1990年代から2000年代前半に使用
- 1993〜2010年
- 2006年〜